# Semiothisa curvifascia
Semiothisa curvifascia là một loài bướm đêm trong họ Geometridae.